# Дженк Тосун
Дженк Тосун (тур. Cenk Tosun, нар. 7 червня 1991, Вецлар) — німецький і турецький футболіст, нападник клубу «Фенербахче» і національної збірної Туреччини.

## Клубна кар'єра
Народився 7 червня 1991 року в німецькому місті Ветцлар. Вихованець юнацьких команд футбольних клубів «Раунгайм» та «Айнтрахт» (Франкфурт). З 2008 року почав залучатися до молодіжної команди останнього клубу, а в сезоні 2009/10 провів свою єдину гру за головну команду «Айнтрахта» в Бундеслізі.
У січні 2011 року уклав контракт з турецьким «Газіантепспором», у складі якого провів наступні три з половиною роки своєї кар'єри гравця. Більшість часу, проведеного у складі «Газіантепспора», був основним гравцем атакувальної ланки команди. В новому клубі був серед найкращих голеадорів, відзначаючись забитим голом в середньому щонайменше у кожній третій грі чемпіонату.
Влітку 2014 року перейшов за 8 мільйонів євро до «Бешикташа», з яким уклав чотирирічний контракт.

## Виступи за збірні
2006 року дебютував у складі юнацької збірної Німеччини, взяв участь у 24 іграх на юнацькому рівні, відзначившись 13 забитими голами.
2010 року залучався до складу молодіжної збірної Німеччини. На молодіжному рівні зіграв у 5 офіційних матчах, забив 2 голи.
Того ж 2010 року оголосив про своє рішення на рівні національних збірних захищати кольори своєї історичної батьківщини, Туреччини. Невдовзі отримав свій перший виклик до лав збірної Туреччини, проте дебютував у її складі лише 2013 року. Згодом досить нерегулярно виходив на поле в іграх збірної. Суттєво покращив свої шанси у боротьбі за місце основного форвада турецької національної команди, забивши 24 березня 2016 року обидва її голи у товариській грі проти збірної Швеції (2:1). Наразі провів у формі головної команди країни 52 матчі, забивши 21 гол.

## Титули і досягнення
- Чемпіон Туреччини (3):

«Бешикташ»: 2015-16, 2016-17, 2020-21
- Володар Кубка Туреччини (2):

«Бешикташ»: 2020-21, 2023-24